# Stazione di Ponte San Cono
La stazione di Ponte San Cono è una fermata ferroviaria ubicata sulla linea ferrovia Battipaglia-Potenza-Metaponto, nella località San Cono del comune di Buccino.

## Storia
La fermata di Ponte San Cono entrò in funzione il 30 settembre 1875 contestualmente all'attivazione del tratto Contursi-Romagnano della linea ferroviaria per Potenza. Fu utilizzata fino al 1986, anno in cui furono effettuati i lavori di elettrificazione della linea ferroviaria. Dopo i lavori venne riaperta per alcuni anni e in seguito il servizio viaggiatori venne definitivamente soppresso.

## Strutture e impianti
La fermata è dotata di un fabbricato viaggiatori, un tempo sede dei servizi di stazione e chiuso dopo l'automatizzazione degli impianti contestuale alla ristrutturazione ed elettrificazione nella linea ferroviaria.
Il piazzale è composto dal solo binario di corsa per servizio viaggiatori munito di banchina.